# Roschütz
Roschütz ist ein Stadtteil der Stadt Gera, der am 1. Juli 1950 eingemeindet wurde.

## Geographie
Der Ort liegt im Brahmetal im Norden Geras direkt südlich der Bundesautobahn 4.

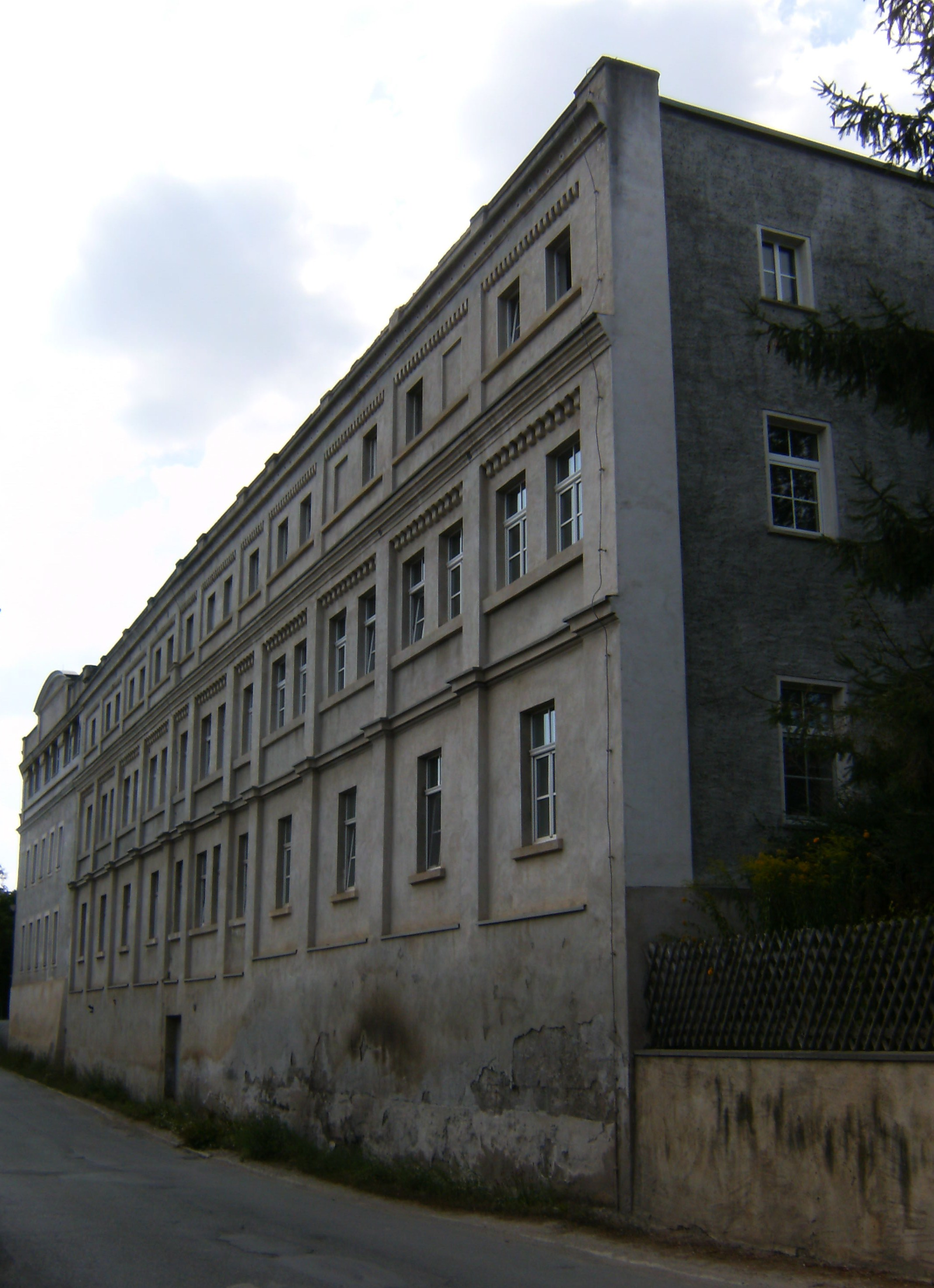
Roschütz, ehemalige Porzellanmanufaktur

## Geschichte
Der Ort ist slawischer Gründung. Die älteste bekannte urkundliche Erwähnung als „Rodhacice“ ist in einer Urkunde des Bischofs Udo von Naumburg von 1146 zu finden. Andere Schreibweisen war u. a. Roschitz (1816). Von einer etwa auf dem Areal des heutigen Gutes gelegenen Wasserburg ist heute nichts mehr erhalten.
Die St.-Nikolaus-Pfarrkirche ist seit 1401 auch Pfarrkirche für das benachbarte Bieblach. Die 1734 errichtete Schule wird 1883 durch einen Schulneubau abgelöst. Bereits 1902 erfolgt ein weiterer Schulneubau.
Ein Teil des Ortes gehörte zur Herrschaft Gera, der andere dem Herzogtum Sachsen-Altenburg.
Ein bescheidener Wandel vom Bauerndorf hin zur Industrie beginnt 1789 mit der Einrichtung einer Porzellanmalerei durch Heinrich Ernst Mühlberg; ab 1811 auch einer Porzellanmanufaktur auf dem Rittergut Roschütz. 1865 übernahm Friedrich August Reinecke den Betrieb, der bis 1991 produzierte.
1827 zählt der zur Herrschaft Reuß gehörende kleinere Teil des Ortes 5 steuerpflichtige Häuser mit 33 Einwohnern. Am 1. Oktober 1922 werden der altenburgische und der reußische Anteil der Gemeinde vereint.

1938 wird durch die NSV eine Schweinemästerei für 800 Tiere eingerichtet, die mit den Gemüse- und Obstabfällen der Geraer Haushalte gefüttert werden, umgangssprachlich NSV-Schwein genannt. 1939 erfolgt im ehemaligen Herrenhaus des Gutes die Einrichtung eines Reichsarbeitsdienstlagers für Mädchen.
Ab 1945 erfolgt auch in Roschütz die Bodenreform, in den 1950er Jahren gehen die Einzelbetriebe in einer LPG Typ 1 auf.
Ab 1948 öffnet das Sommerbad Roschütz im Park des ehemaligen Rittergutes, es erfreut sich schnell großer Beliebtheit – nicht nur bei Zweibeinern: Am 31. August 1986 unternehmen 20 Kühe der LPG Roschütz einen Ausflug ins Bad, zwei von ihnen wagen eine Runde zu schwimmen, die anderen ziehen das gepflegte Grün der Liegewiesen vor.

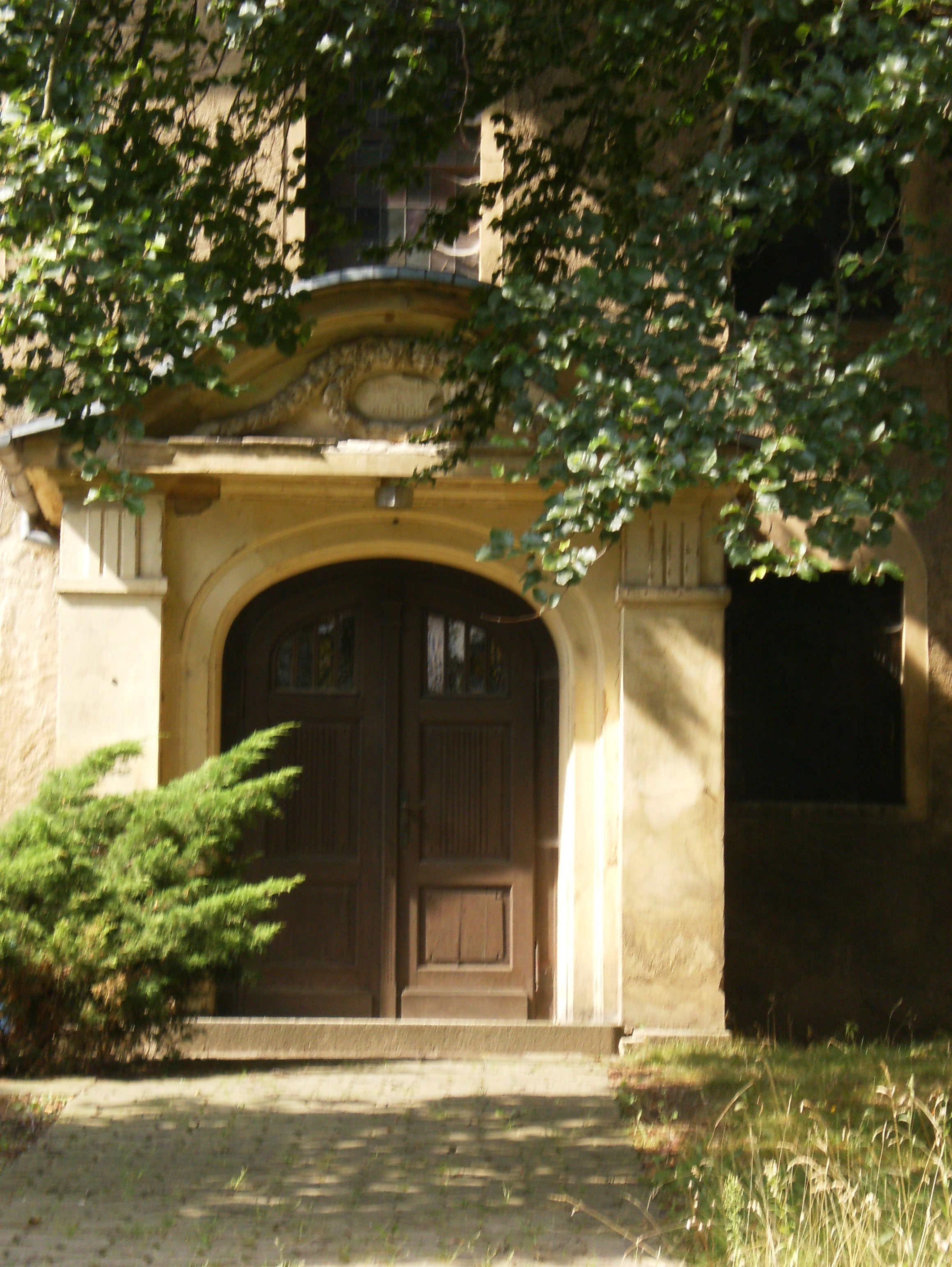
Roschütz, Kirchportal

## Sehenswürdigkeiten
- Die Kirche St. Nikolaus, die 1989 saniert wurde.

## Politik
Roschütz hat keine Ortsteilverfassung, somit auch keinen Ortsteilrat und keinen Ortsteilbürgermeister.

## Entwicklung der Einwohnerzahl
| Jahr      | 1825 | 1921 | 1939 | 2013 |
| Einwohner | 33   | 70   | 894  | 856  |

## Verkehr
Die Autobahnabfahrt Gera mit Übergang auf die Bundesstraßen 2 und 7 befindet sich in ca. 1 km Entfernung.
Der Ort wird täglich im Zweistundentakt von Bussen der Linie 208 der RVG Gera mit der Innenstadt von Gera verbunden. Der nächstgelegene Bahnhof ist der Hauptbahnhof Gera.

## Sport
Im Ort gibt es den SV Roschütz e. V. mit eigenem Vereinsheim am Sportplatz.

## Bildung
Kindereinrichtungen gibt es im benachbarten Bieblach-Ost.
Zuständige Grundschule ist die
- Tabaluga-Grundschule in Bieblach.

Nächstgelegene Regelschule ist die
- Staatliche Regelschule 12 in Bieblach.